# Marv Wolfman
Marvin Arthur Wolfman (New York, 13 mei 1946) is een Amerikaanse schrijver van comicverhalen en novelisaties. Hij werkte aan onder meer tientallen series van zowel Marvel als DC Comics, zoals The Amazing Spider-Man, Fantastic Four, Action Comics, Batman, Crisis on Infinite Earths, Detective Comics, Green Lantern en The New Teen Titans. Wolfman is de bedenker van personages als Blade (samen met tekenaar Gene Colan), Raven, Starfire, Cyborg, Deathstroke (allemaal met George Pérez), Tim Drake (met Pat Broderick), Black Cat (met Keith Pollard), Nova en Bullseye (allebei met John Romita sr.).
Hij werd in 2011 opgenomen in de Will Eisner Award Hall of Fame.

## Biografisch
Wolfman werd geboren als tweede kind van een politieagent en een huisvrouw, twaalf jaar na zijn zus Harriet. Na het afronden van de middelbare school ging hij studeren aan de High School of Art and Design in Manhattan. Als liefhebber van horrorverhalen begon hij zijn eigen horrorfanmagazine met de titel Stories of Suspense. Het lukte Wolfman in 1968 voor het eerst om betaald werk te krijgen als schrijver van een comic. Hij mocht toen voor DC Comics meewerken aan Blackhawk #242. Hij schreef daarna ook voor andere titels van DC, zoals Teen Titans en Weird Mystery Tales.
Wolfman verhuisde in 1972 naar Marvel Comics. Hier werd hij in eerste instantie vooral actief als schrijver van horrorcomics, zoals The Tomb of Dracula en Werewolf by Night. Daar kwam enkele jaren later steeds meer werk in het genre superhelden bij. Zo schreef hij verhalen met onder anderen de Avengers, Batman, Captain America, Daredevil, Fantastic Four, Spider-Man en Superman.
Wolfman schreef in 1985-86 de twaalfdelige miniserie Crisis on Infinite Earths voor DC Comics. Hierin bracht hij de wereld waarin de DC-personages bestaan terug van een multiversum naar één universum, het DC Universe. Dit groeide uit tot een van Wolfmans gedenkwaardigste bijdragen aan de comicwereld.